# Worms Crazy Golf
Worms Crazy Golf es un videojuego de acción de 2011 desarrollado por Team17. Es una secuela del exclusivo Worms Golf. El juego utiliza el marco básico de la serie Worms como base para un título de golf en 2D.

## Gameplay
El juego utiliza un campo de juego bidimensional, como en la serie de Worms del núcleo. El objetivo es poner una pelota desde el punto de partida en el mapa hasta el agujero en tan pocas vueltas (o trazos) como sea posible. También hay monedas que se recogen en cada mapa que se puede utilizar para comprar desbloqueables, incluyendo trajes, palos de golf y pelotas. Además hay ovejas en el campo que pueden ser causados a explotar por la pelota, y cajas de armas que contienen beneficios y utilidades. El juego no cuenta con juegos en línea de ningún tipo.
Estéticamente, el juego se basa en la tercera generación 2D de la serie Worms, específicamente Worms 2: Armageddon/Worms Reloaded. Para celebrar el lanzamiento de Worms Crazy Golf, un estilo de terreno con temas de golf fue añadido a Worms Reloaded en PC como DLC gratis.

## Recepción
Worms Crazy Golf se reunió con críticas mixtas a positivas. Contiene puntuaciones Metacritic de 85/100 y 61/100 para PC y PlayStation 3 y 60% y 64.12% para PC y PlayStation 3 respectivamente en GameRankings.